# 931-й истребительный авиационный полк
931-й истребительный авиационный полк (931-й иап) — воинская часть Военно-воздушных сил (ВВС) Вооружённых Сил РККА, принимавшая участие в боевых действиях Великой Отечественной войны.

## Наименования полка

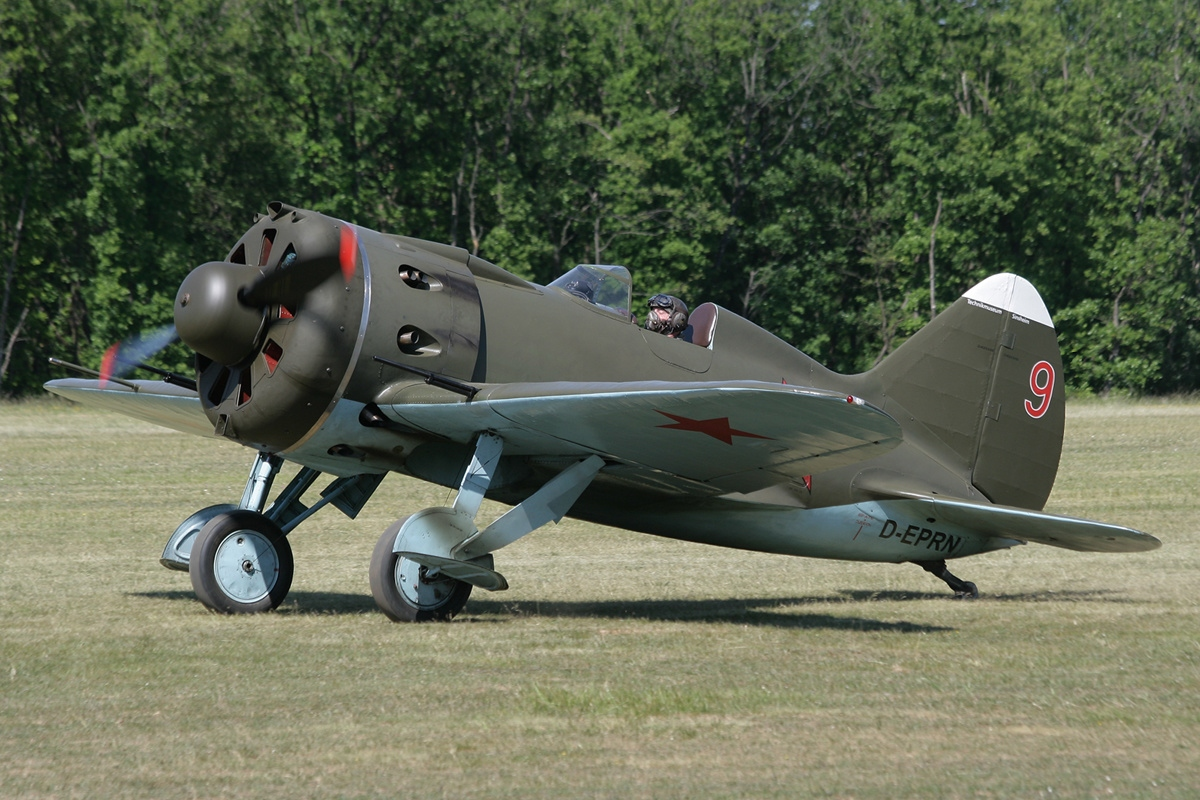
Самолёт И-16

За весь период своего существования полк несколько раз менял своё наименование:
- отдельный смешанный авиационный полк ВВС 47-й армии Северо-Кавказского фронта;
- 931-й смешанный авиационный полк;
- 931-й истребительный авиационный полк.

## История полка
Полк сформирован как отдельный смешанный авиационный полк ВВС 47-й армии Северо-Кавказского фронта 7 июня 1942 года. Только 30 июня получил наименование 931-й смешанный авиационный полк. В период с 23 по 26 октября 1942 года полк переформирован в истребительный авиационный полк по штату 015/174 (2 эскадрильи в полку и 21 самолёт) на самолётах И-153 и И-16.
К боевой работе полк приступил 29 октября 1942 года в составе 236-й истребительной авиадивизии 5-й Воздушной армии Черноморской группы войск Закавказского фронта на самолётах И-153 и И-16. Полк принимал участие в Туапсинской операции Черноморской группы войск Закавказского фронта, в ходе которой совершил:
- боевых вылетов — 391; из них[1]:
  - на штурмовку — 202;
  - на разведку — 137;
  - на сопровождение ША — 52.

Полком проведено воздушных боёв — 21, в которых сбито самолётов противника — 2.
Уничтожено при штурмовках:
- точек МЗА — 5;
- автомашин — 12;
- повозок — 8;
- складов ГСМ — 2.

Потери полка составили (боевые):
- лётчиков — 4;
- самолётов — 5 (И-153).

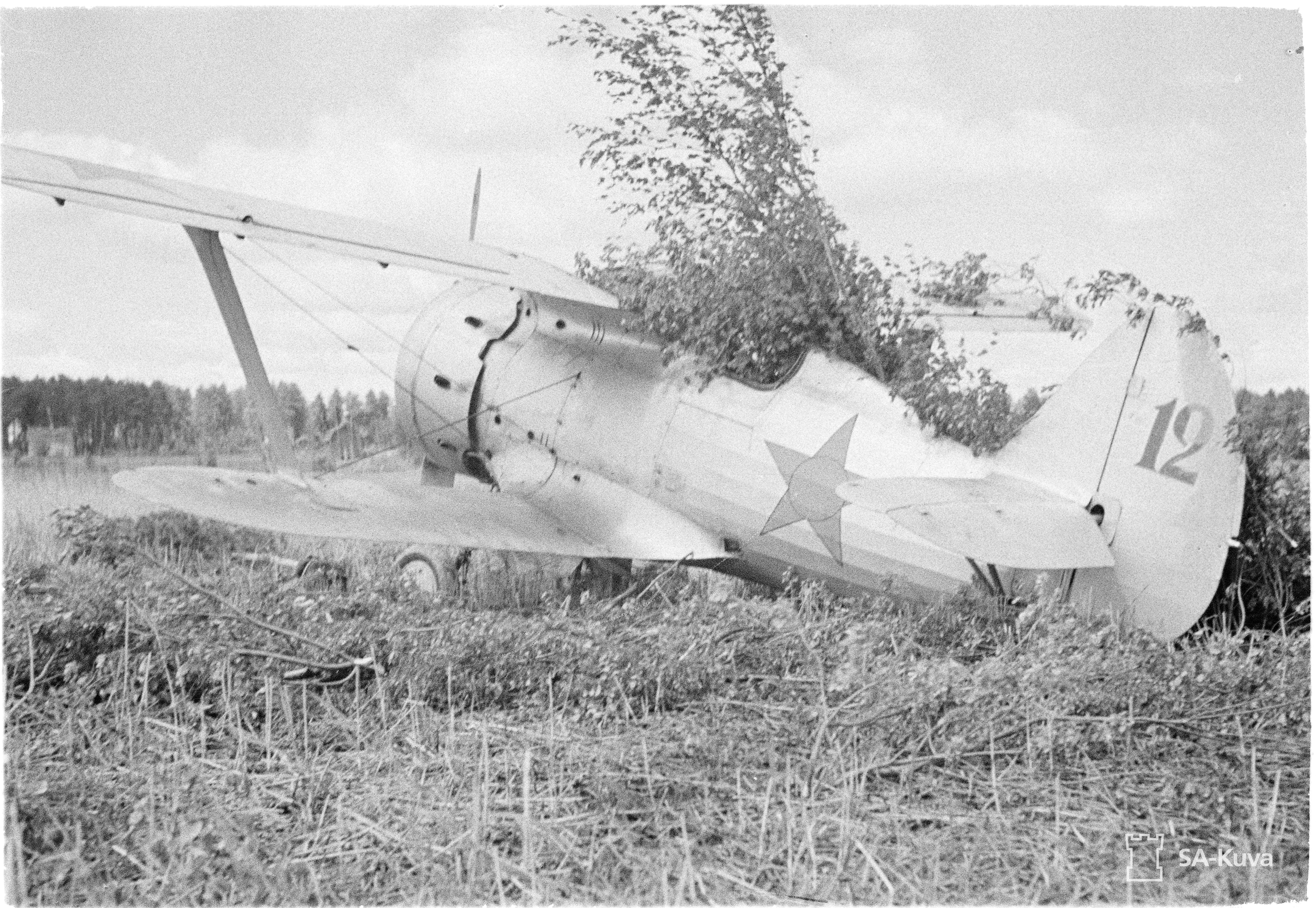
Самолёт И-153, на которых воевал полк во время Туапсинской операции

В октябре 1942 года (27.11.1942 г.) полк принял истребители И-16 от 36-го иап, убывающего с фронта, в конце декабря (20.12.1942 г.) сам сдал материальную часть и убыл в тыл на доукомплектование в 25-й запасной истребительный авиационный полк Закавказского фронта в Аджикабул. В запасном полку находился на переформировании с 30 декабря 1942 года по 23 февраля 1943 года. А 24 февраля 1942 года полк расформирован, личный состав распределён в другие полки.

### В действующей армии
В составе действующей армии:
- с 7 июня 1942 года по 20 декабря 1942 года.

### Командиры полка
- капитан Петренко Иван Прокофьевич, с 23.10.1942 по 03.11.1942 (погиб)[1];
- майор Быстров Владимир Иванович, с ноября 1942 года по февраль 1943 года[1].

## Участие в операциях и битвах
Великая Отечественная война (1941—1943):
- Туапсинская операция — с 25 сентября 1942 года по 20 декабря 1942 года.

## Самолёты на вооружении
| Период      | Самолёты    |
| ----------- | ----------- |
| 1942 — 1942 | И-153, И-16 |